# Fatrasie
La fatrasie est un genre poétique du Moyen Âge apparu lors du XIIIe siècle dans le nord de la France, en Artois ou en Picardie. Seulement deux recueils sont parvenus jusqu'à notre époque : onze pièces constituant les Fatrasies de Philippe de Beaumanoir, et cinquante-cinq pièces constituant les Fatrasies d'Arras. Ce genre tombe dans l'oubli dès le XVIe siècle. Ce n'est qu'à partir des années 1960 que le genre poétique de la fatrasie est à nouveau étudié.
Une fatrasie est un poème dans lequel le sens cède l'initiative au son, utilisant notamment des systèmes de répétition de syllabes. Cet amoncellement de phrases aux sonorités particulières cache parfois des critiques ou des pamphlets du pouvoir en place. Malraux a pu écrire que « l'audience des fatrasies du Moyen Âge ne fut pas moindre que celle de Jérôme Bosch »[réf. souhaitée].
La fatrasie est caractérisée par une forme fixe : elle comporte onze vers dont les six premiers sont de cinq pieds et les cinq derniers de sept pieds. Elle est entièrement construite sur deux rimes, selon une disposition stricte.
Ci-dessous un exemple en ancien français choisi parmi les Fatrasies d'Arras :

Uns biaus hom sans teste
Menoit molt grant feste
Por mangier cailliaus.
Molt est fiere beste
Cil qui l'en arreste
Un Jeudy a Miaus,
Et quatre asnesses sanz piax
Demenoient molt grant feste
Por aus tolir lor drapiaus.
Illueques chantoit de geste
Une cuve en deus tonniaus.

Traduction en français moderne :
Bel homme sans tête
Pour faire la fête
Mangeait des cailloux,
Mais bête sauvage
Est qui l'en empêche
Un jeudi à Maux,
Et quatre ânesses sans peau
Prenaient un très grand plaisir
À dérober leurs habits.
Une cuve en deux tonneaux
Chantaient des chansons de geste.
On trouve une fatrasie dans La Farce de Maître Pathelin, où ce dernier mime le délire en chantant des chansons dans toutes les langues.